# Colt Canada
 (février 2016).
Si vous disposez d'ouvrages ou d'articles de référence ou si vous connaissez des sites web de qualité traitant du thème abordé ici, merci de compléter l'article en donnant les références utiles à sa vérifiabilité et en les liant à la section « Notes et références ».
Colt Canada (anciennement Diemaco jusqu'en 2005) est un fabricant d'armes à feu et de défense canadien, basé à Kitchener, en Ontario. D'abord filiale de l'entreprise aéronautique Héroux-Devtek Inc., son rachat par Colt's Manufacturing Company date de 2005. Depuis le 20 mai 2005, l'entreprise porte le nom de Colt Canada et emploie une centaine d'employés en 2012.
Fondé en 1974, elle commença par réparer les armes des Forces canadiennes à partir de 1976. Son produit le plus réussi est le fusil M16A2, une mise à jour du M16A1 de la Compagnie Colt's Manufacturing. Ce dernier est la base du carabine C7A1 et de sa variante, la carabine C8, qui constituent les armes d'infanterie principales des Forces canadiennes.
Toutes les armes légères utilisées par les Forces canadiennes ont été construites ou réparées par Diemaco. En outre, ils ont fourni des armes aux forces armées des Pays-Bas, Norvège, Royaume-Uni et du Danemark.

## Sources
Cette notice est issue de la lecture des revues spécialisées de langue française suivantes :
- Cibles (Fr)
- AMI (B, disparue en 1988)
- Gazette des Armes (Fr)
- Action Guns (Fr)
- Raids (Fr)
- Assaut (Fr)

1. ↑  (en) « Colt Canada », sur Canadian Company Capabilities, 7 septembre 2011 (consulté le 14 octobre 2018).